# Hishey Lachungpa
Hishey Lachungpa (né le 10 mai 1967 à Phaka, Lachung, district du nord du Sikkim, Sikkim), homme politique du parti Front démocratique du Sikkim, est membre du Parlement de l'Inde représentant le Sikkim au Rajya Sabha, la chambre haute du Parlement indien pour le mandat de février 2012 à février 2018 et de février 2018 à février 2024.
En novembre 2021, il rencontre la présidente de l'Association des femmes tibétaines, Tenzing Dolma accompagnée de la secrétaire générale Kalsang Doma dans le cadre de leur campagne pour soutenir le Tibet.